# الرقابة على الصور في الاتحاد السوفيتي

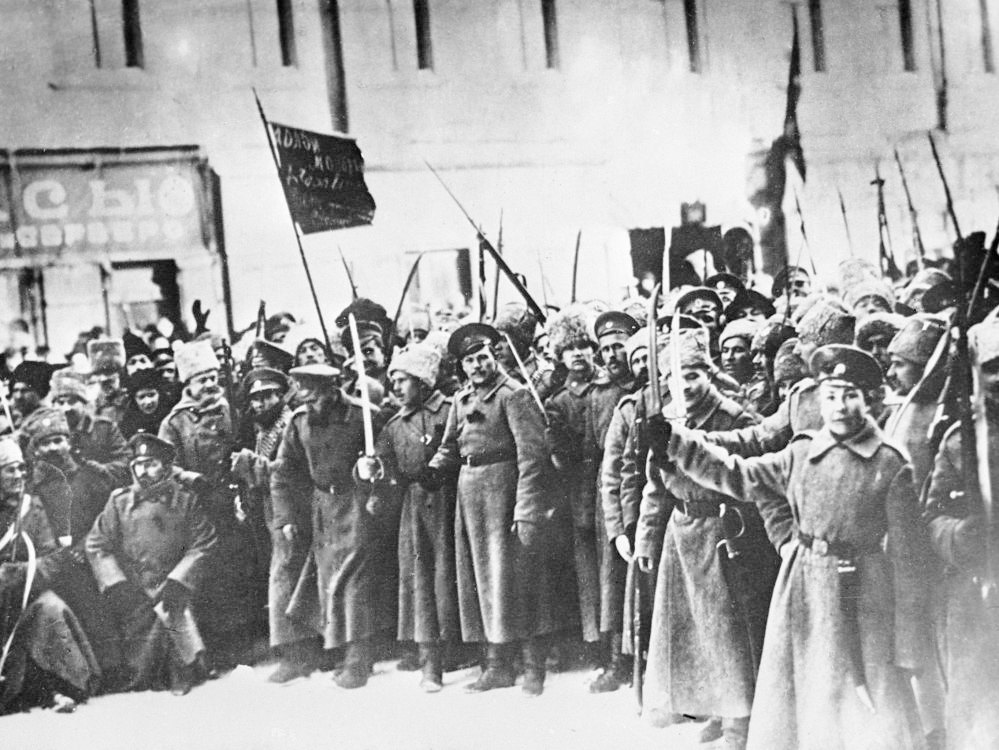
صور سوفييتية معدلة، ثورة فبراير (روسيا)، بطاقات بريدية من سانت بطرسبرغ

كانت الرقابة على الصور أمرًا شائعًا في الاتحاد السوفيتي. استُغِّلت الرقابة البصرية لأهداف سياسية خاصة أثناء عمليات جوزيف ستالين التطهيرية السياسية إذ حاولت الحكومة السوفيتية محو بعض الشخصيات من التاريخ السوفيتي، واتخذت تدابير تضمنت التلاعب بالصور وتدمير أفلام التصوير. حدَّ الاتحاد السوفياتي من إمكانية الوصول إلى المواد الإباحية التي حظرها القانون السوفيتي بشكل خاص.

## الرقابة على الصور الإباحية
حظر القانون السوفيتي صنع وتوزيع المواد الإباحية بموجب المادة 228 من القانون الجنائي لجمهورية روسيا الاتحادية الاشتراكية السوفيتية والتشريعات المماثلة التي اعتمدتها جمهوريات الاتحاد السوفيتي الأخرى.
رغم ظهور لقطات عري في عدد من الأفلام السوفيتية قبل إصلاح غلاسنوست في الثمانينيات، كان فيلم ليتل فيرا 1988 أول فيلم يتضمن مشهدًا جنسيًا صريحًا.
جرى تهريب صور وأشرطة فيديو إباحية إلى الاتحاد السوفيتي ليتم توزيعها بصورة غير قانونية. وبالإضافة إلى قانون مكافحة المواد الإباحية، فإن هذا التهريب محظور بموجب أحكام قانونية أعطت الدولة السوفيتية الحق الحصري بتولي التجارة الاقتصادية الخارجية.

## الرقابة على الصور التاريخية

### مفوض شؤون المياه
وُلد يجوف في سانت بطرسبرغ في 1 مايو 1895، وخدم منذ عام 1915 حتى عام 1917 في الجيش الروسي القيصري. انضم إلى البلاشفة في 5 مايو 1917، في فيتيبسك، قبل بضعة أشهر من ثورة أكتوبر. أثناء الحرب الأهلية الروسية (1919-1921) قاتل في صفوف الجيش الأحمر. بعد فبراير 1922، عمل في النظام السياسي، وترقى عام 1935 إلى اللجنة المركزية الشيوعية؛ وفي العام التالي أصبح أمينًا لها. وترأس أيضًا منذ فبراير 1935 حتى مارس 1939 اللجنة المركزية لمراقبة الحزب.
في عام 1935 كتب وثيقة زعم فيها أن المعارضة السياسية لابد وأن تؤدي في نهاية المطاف إلى العنف والإرهاب؛ وأصبح في 26 سبتمبر 1936 مفوضًا شعبيًا للشؤون الداخلية وعضوًا في اللجنة التنفيذية المركزية الرئاسية. خلال عهد يجوف، بلغت عمليات التطهير ذروتها مع سجن وإعدام نصف المؤسسة السياسية والعسكرية السوفيتية تقريبًا إلى جانب مئات الآلاف ممن اشتُبه بولائهم أو «إضعافهم للدولة». أُلقيت اللائمة على يجوف نتيجة هذه «التجاوزات»، وأُلقي القبض عليه في 10 أبريل 1939. أُعدم في 4 فبراير 1940.

### خطاب لينين
في 5 مايو 1920، ألقى لينين خطابًا شهيرا أمام حشد من القوات السوفيتية في ميدان سفيردلوف، موسكو. كان ليون تروتسكي وليف كامينيف موجودين في خلفية الصورة التي جرى التلاعب بها لاحقًا وأُزيلا بفعل الرقابة.

### ليون تروتسكي
ليون تروتسكي (بالروسية: Лeв Давидович Трóцкий) كان منظرًا أوكرانيًا يهوديًا بلشفيًا ثوريًا وماركسيًا. كان سياسيًا مؤثرا في الأيام الأولى من الاتحاد السوفيتي كمفوض شعبي للشؤون الخارجية في البدايات ثم لاحقًا كمؤسس وقائد للجيش الأحمر ومفوض قيادة الحرب.
أصبح عدوًا للدولة ومُحي من التاريخ السوفيتي بعد قيادة الصراع الفاشل للمعارضة اليسارية ضد سياسات وصعود جوزيف ستالين في عشرينيات القرن الماضي وتزايد البيروقراطية في الاتحاد السوفيتي. طُرد تروتسكي من الحزب الشيوعي وتم ترحيله خلال التطهير الكبير. وبصفته رئيس الأممية الرابعة، واصل في المنفى معارضة البيروقراطية الستالينية في الاتحاد السوفييتي، وفي نهاية المطاف اغتيل في المكسيك على يد رامون ميركادير، وهو عميل سوفيتي استخدم فأس جليد لطعن تروتسكي قتيلًا. تشكل أفكار تروتسكي أساس التروتسكية وهي تيار يختلف في اتجاهه عن النظرية الشيوعية والتي بدورها ماتزال مدرسة رئيسية للفكر الماركسي المعارض للنظريات الستالينية.